# Włodzimierz Spasowicz
Włodzimierz Spasowicz, född (16 g.s.) 28 januari 1829 i Retjitsa i guvernementet Minsk i Kejsardömet Ryssland (nu Retjytsa i Belarus), död (13 g.s.) 26 oktober 1906 i Warszawa i Kongresspolen (nu Polen), var en polsk jurist och litteraturforskare.
Spasowicz studerade juridik vid Sankt Petersburgs universitet och anslöt sig litterärt till tidskriften "Vjestnik Jevropy", i vilken han blev flitig medarbetare. Under åren 1857–1861 höll han föreläsningar i straffrätt, men lämnade universitetet 1864 för att arbeta som advokat och fokusera på sin litterära verksamhet. 
Spasowicz skrev flera juridiska avhandlingar, medverkade i den sedermera till Sibirien förvisade Ogryzkos "Volumina legum" (1859), utgav en politisk monografi Zjizn i politika markiza Wielopolskago (1882) och översatte på polska Swietoslaw Ormelskis latinska krönika om det polska interregnum 1572–1576. Som litteraturforskare redigerade han den polska avdelningen i Aleksandr Pypins "Istorija slavjanskich literatur" och författade en mängd litteraturhistoriska uppsatser om byronismen (bland andra Aleksandr Pusjkin, Michail Lermontov och Adam Mickiewicz) samt studier om bland annat Hamlet, Friedrich Schiller och Johann Wolfgang von Goethe. 
Som försvarsadvokat i många politiska rättegångar förfäktade han västeuropeiska rättsidéer emot trångsynt nationalism och klerikalism. För polsk-ryskt kulturnärmande verkade han i den polska tidskriften "Ateneum" i Warszawa (efter 1876) och "Kraj" i Sankt Petersburg (efter 1883). Hans samlade verk, Sotjinenija, utkom på ryska i tio delar (1889–1902) och på polska (Pisma) i sju delar (1892–1899), vartill kom en samling uppsatser och tal med titeln Za mnogo Ijet (1879).